# Анакампсерос рыжеватый
Анакампсерос рыжеватый или Анакампсерос краснеющий (лат. Anacampseros rufescens) — вид суккулентных растений рода Анакампсерос (Anacampseros), семейства Анакампсеровые (Anacampserotaceae), произрастающий на территории ЮАР (Капская провинция и Фри Стейт).
В естественной среде образует густые зеленые насаждения — куртины.

## Название
Родовое латинское (научное) название Anacampseros образовано от др.-греч. ἀνακάμπτω, (anakámptō) — «возвращать» и др.-греч. ἔρως, (érōs) — «любовь» или «желание»; «возвращающий любовь». Местные жители считают его эффективным талисманом, способным помочь восстановить утраченную симпатию партнера.
Видовой латинский эпитет rufescens происходит от лат. rufus — «рыжий».

## Описание
Многолетнее суккулентное растение, которое имеет прямые стебли, растущие до 8 см в длину, а затем свешивающиеся и ветвящиеся от основания. Корни утолщенные и клубневидные. Листовые пластинки имеют вытянуто-ланцетную форму размером около 2,5 см в длину и 1,5 см в ширину. Они сочные, а в пазухах листьев растут белесые удлиненные волоски. С возрастом листья приобретают красноватый оттенок с обратной стороны.
Цветки имеют красновато-фиолетовую окраску и диаметр от 3 до 4 см.

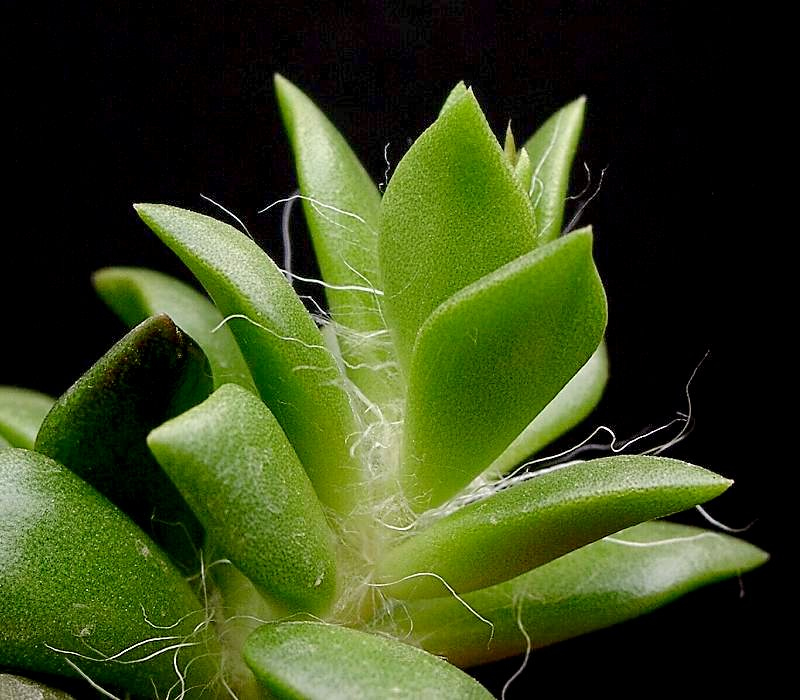
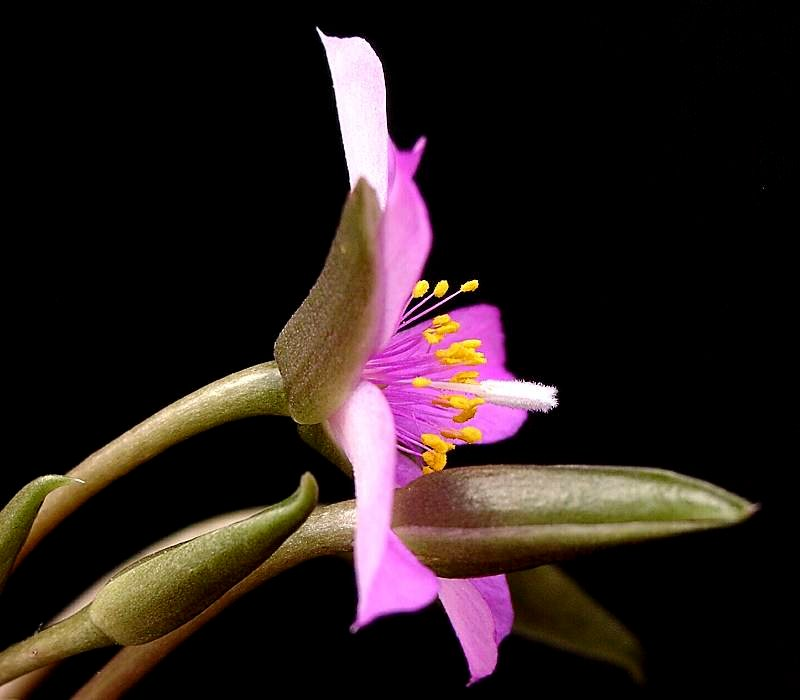
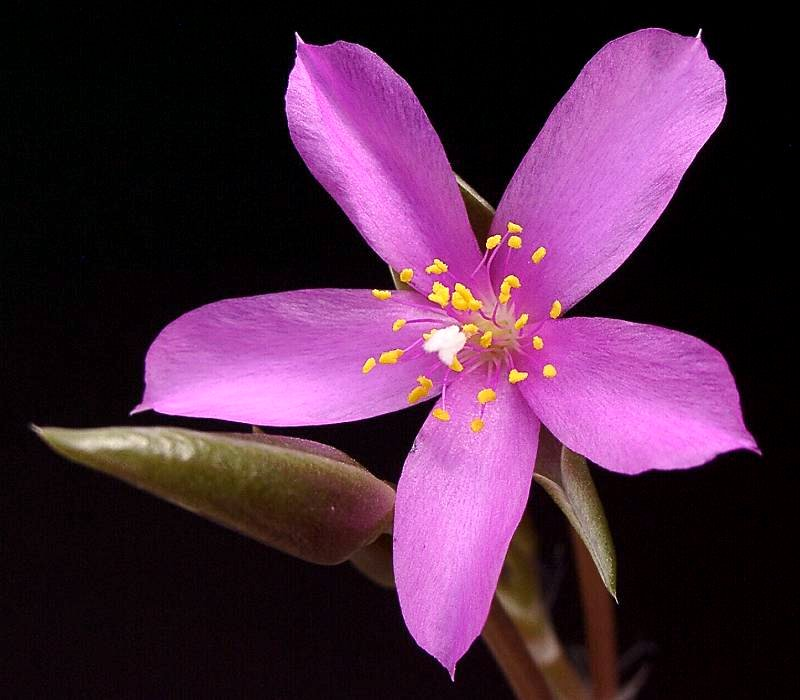

## Таксономия
Anacampseros rufescens (Haw.) Sweet, первое упоминание в Hort. Brit.: 170 (1826).

### Синонимы
Гомотипные (основанные на одном и том же номенклатурном типе):
- Ruelingia rufescens Haw. (1819)

Гетеротипные (основанные на разных номенклатурных типах):
- Anacampseros arachnoides var. grandiflora Sond. (1862)

## Выращивание
Этот вид является самым крупным среди всех. Анакампсерос рыжеватый входит в число наиболее распространенных видов, которые выращивают. Единственные факторы, способные уничтожить это растение, — это низкие температуры и чрезмерный полив. Его легко размножать, использовав стеблевые черенки или семена. Прорастание семян происходит за 14-21 день при температуре 21°С.

## Примечание
1. 1 2 3 4 5 6  Коллекции растений ЦСБС СО РАН - Anacampseros rufescens (Haw.) Sweet – Анакампсерос рыжеватый. www.csbg.nsc.ru. Дата обращения: 13 июня 2023. Архивировано 13 июня 2023 года.
2. ↑  Anacampseros rufescens. www.llifle.com. Дата обращения: 27 октября 2022. Архивировано 27 октября 2022 года.
3. 1 2 3 4  Anacampseros rufescens (Haw.) Sweet | Plants of the World Online | Kew Science (англ.). Plants of the World Online. Дата обращения: 27 октября 2022. Архивировано 27 октября 2022 года.
4. ↑  anacamptos (англ.) // Wiktionary. — 2023-01-21. Архивировано 23 марта 2023 года.
5. ↑  eros (англ.) // Wiktionary. — 2023-03-17. Архивировано 23 марта 2023 года.
6. ↑  Anacampseros (англ.). CasaBio.org. Дата обращения: 27 октября 2022. Архивировано 27 октября 2022 года.
7. ↑  Anacampseros rufescens. www.llifle.com. Дата обращения: 31 августа 2023. Архивировано 27 октября 2022 года.